# Harbaville-Triptychon

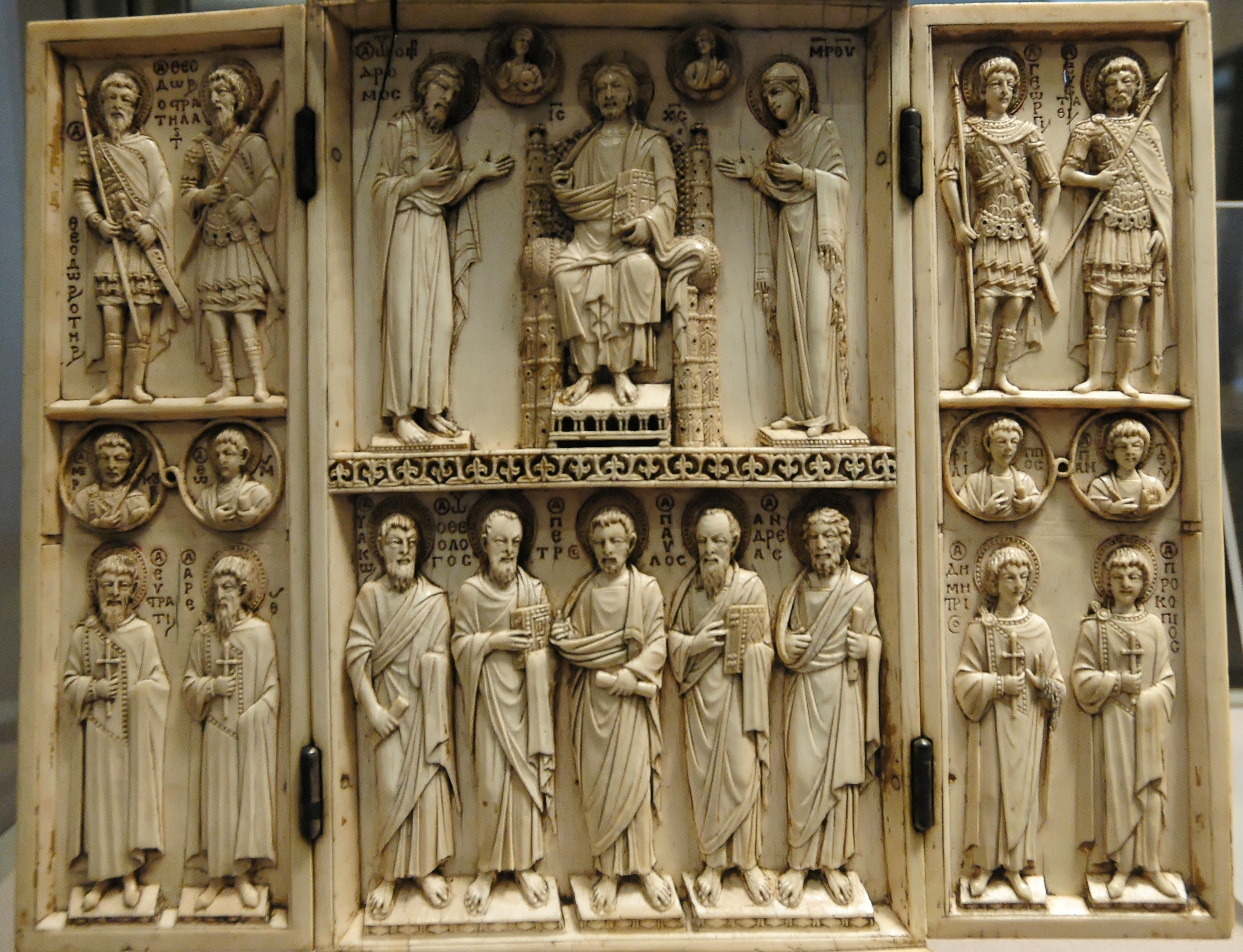
Harbaville-Triptychon

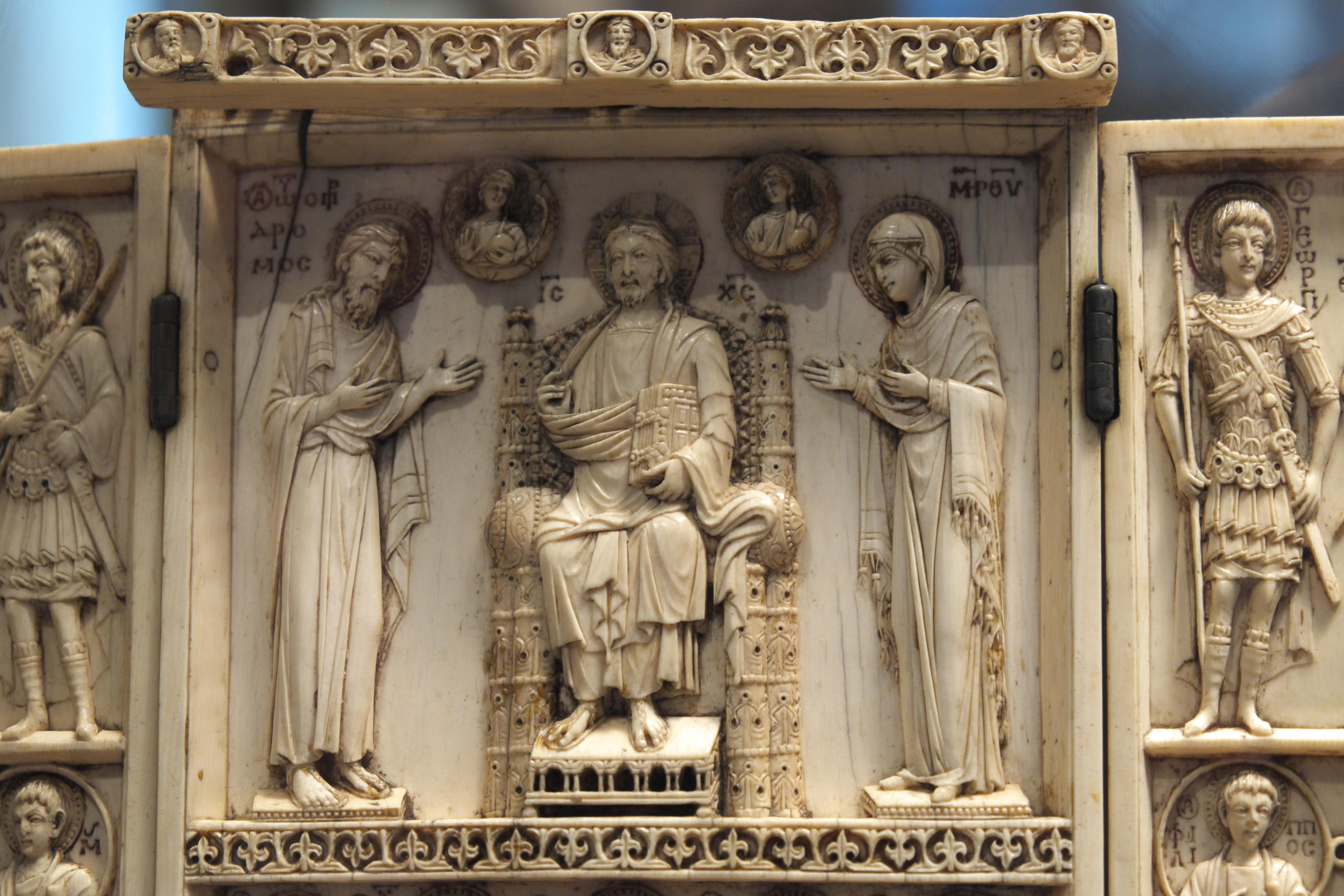
Deësis

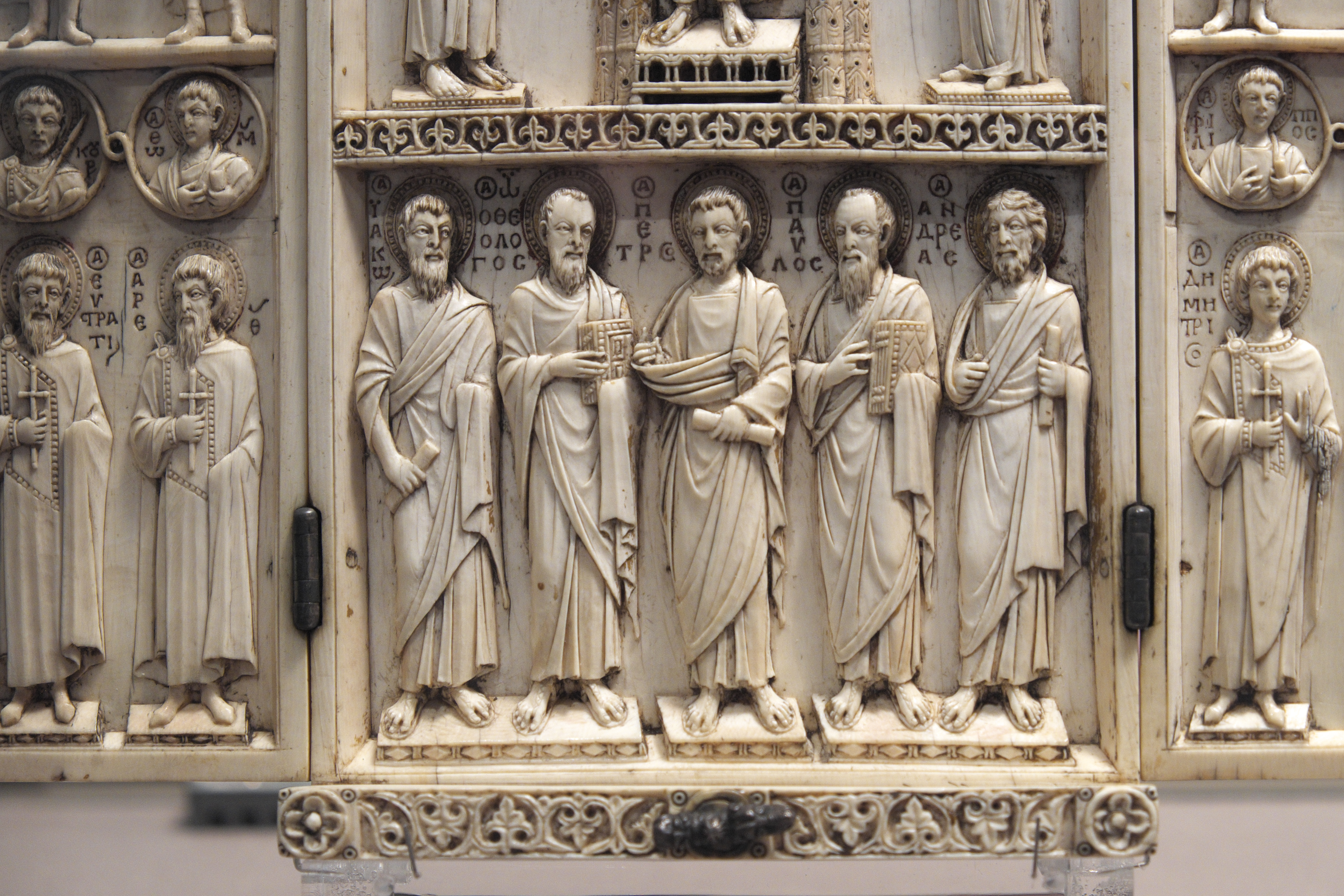
Apostel

Das Harbaville-Triptychon, ein in der Kunstgewerbesammlung des Musée du Louvre (Département des Objets d’art du Moyen Âge, de la Renaissance et des temps modernes) in Paris ausgestelltes Elfenbein-Triptychon, wurde in der Mitte des 10. Jahrhunderts in Konstantinopel geschaffen. Es ist benannt nach seinem letzten Besitzer, Louis-François Harbaville (1791–1866), von dessen Erben es 1891 für den Louvre erworben wurde.

## Beschreibung
Das Harbaville-Triptychon ist aus Elfenbein geschnitzt und mit Reliefdarstellungen verziert. Es besteht aus einer Mitteltafel und zwei seitlichen Flügeln, die mit Scharnieren versehen sind und zugeklappt werden können. Die Mitteltafel ist in zwei Register unterteilt. Das obere Register besteht aus einer für die byzantinische Kunst typischen Deësis-Darstellung mit dem thronenden Christus in der Mitte, der auf einem Kissen sitzt und in seiner Rechten ein Buch hält. Neben ihm stehen Maria und Johannes der Täufer, die für die Menschheit Fürbitte leisten. In den beiden Medaillons über dem Thron Christi sind Erzengel dargestellt.
Im unteren Register sind die Apostel Jakobus, Johannes, Petrus, Paulus und Andreas dargestellt. Sie stehen auf Podesten und halten ein Buch oder eine Schriftrolle in der Hand.
Die beiden Register der Mitteltafel werden durch drei Dekorleisten gerahmt. Die obere und die untere Leiste sind mit im Wechsel nach oben und unten zeigenden Palmetten besetzt. Die untere Leiste wird an beiden Seiten von einer Rosette begrenzt, das obere Schmuckband weist drei Medaillons mit kleinen Büsten auf. Im mittleren Medaillon ist der Prophet Elias dargestellt, im linken Medaillon der Prophet Jeremias und im rechten Medaillon der Prophet Isaias. Die mittlere, etwas schmalere Leiste ist mit einem Blattdekor (Fleuron) verziert.
Die Seitenflügel bestehen aus drei Registern. Paarweise angeordnet stehen oben je zwei Soldatenheilige und unten Heilige und Märtyrer. In der Mitte rahmen Medaillons die Büsten von Heiligen.
In die Rückseite der Mitteltafel ist ein lateinisches Kreuz eingraviert, die Mitte des Kreuzes und die Enden der Kreuzarme sind mit Rosetten verziert. Über den waagrechten Kreuzarmen ist die Inschrift „IC XC“ (links) und „NI KA“ (rechts) (Jesus Christus ist der Sieger) zu lesen, darüber sind 24 Sterne dargestellt, je zwölf auf beiden Seiten des senkrechten Kreuzarmes. Die beiden Zypressen, die zur Mitte des Kreuzes hochwachsen, symbolisieren den Baum der Erkenntnis im Gegensatz zum Kreuz, dem Baum des Lebens. Um die linke Zypresse windet sich Weinlaub, um die rechte Zypresse Efeu. Am unteren Rand der Tafel sieht man Sträucher, stilisierte Pflanzen, dazwischen Vögel, Hasen und Löwen. Die üppige Vegetation ist ein Sinnbild für das Paradies. Die Figuren der seitlichen Tafeln sind wie auf der Vorderseite angeordnet und stellen Kirchenväter und Bischöfe dar.
Allen dargestellten Personen sind Inschriften mit ihren Namen zugeordnet.

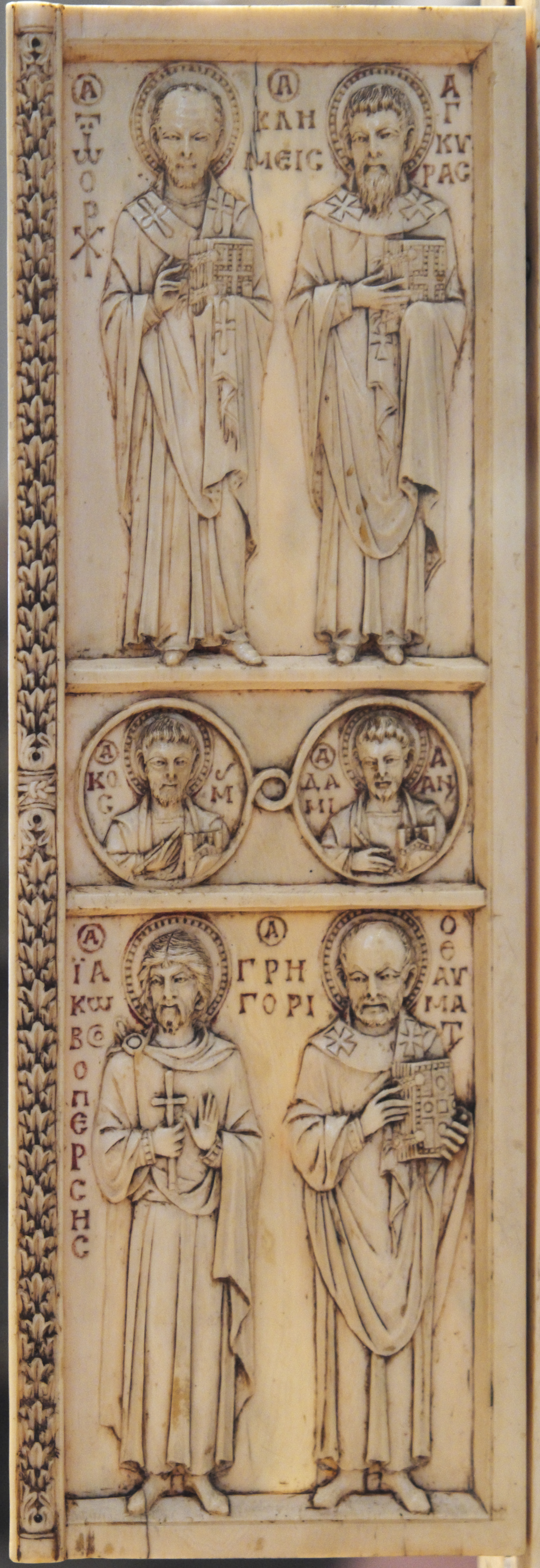
Linke Tafel der Rückseite
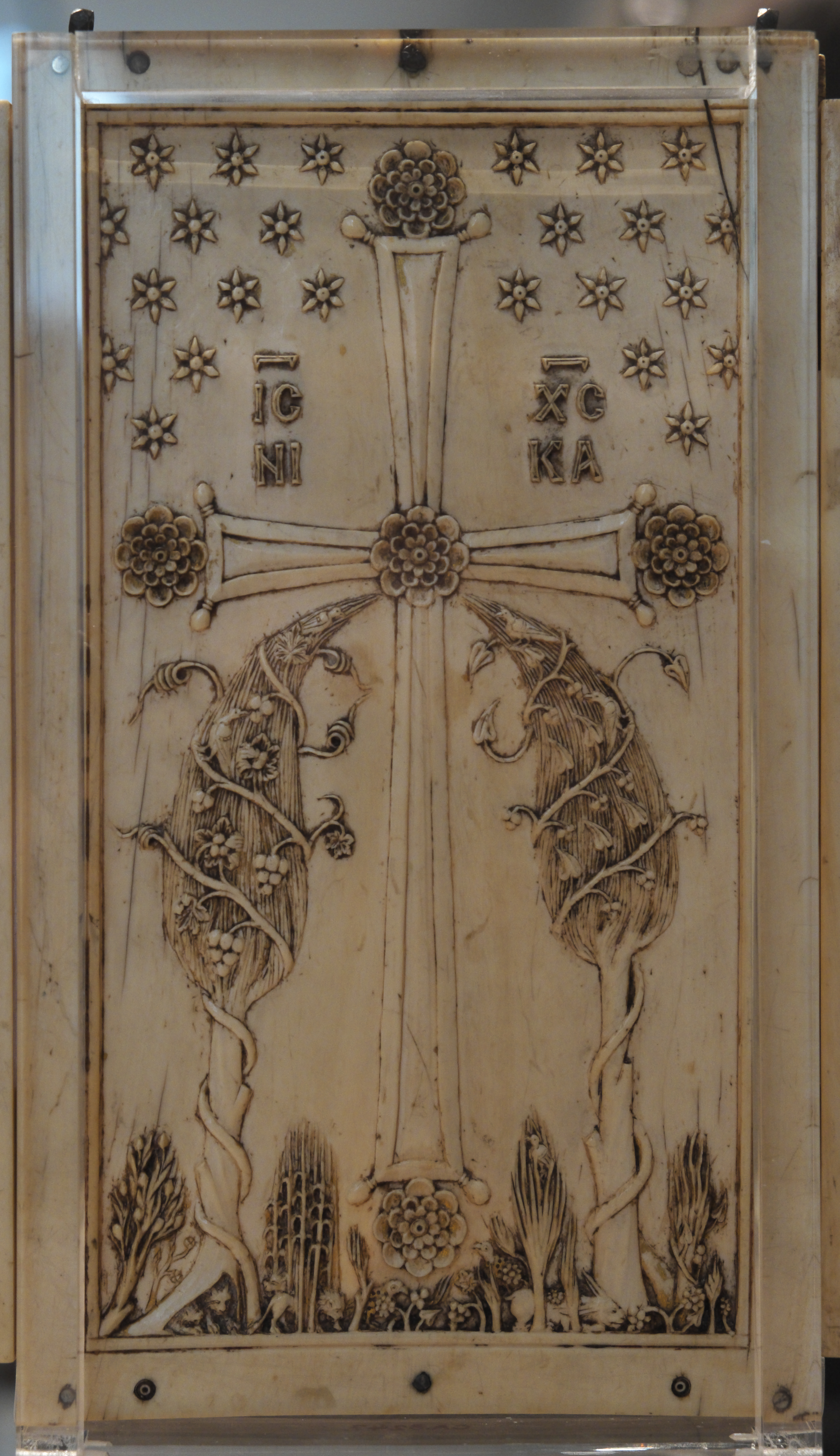
Mittlere Tafel der Rückseite
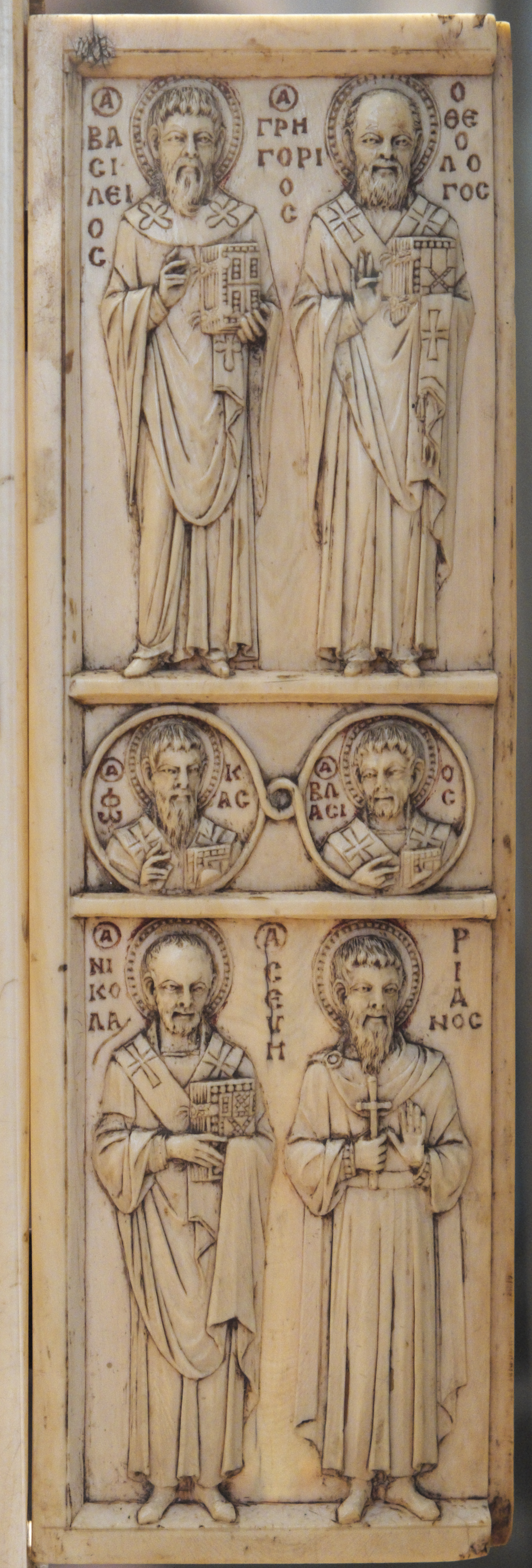
Rechte Tafel der Rückseite

## Werkstatt der Romanos-Gruppe

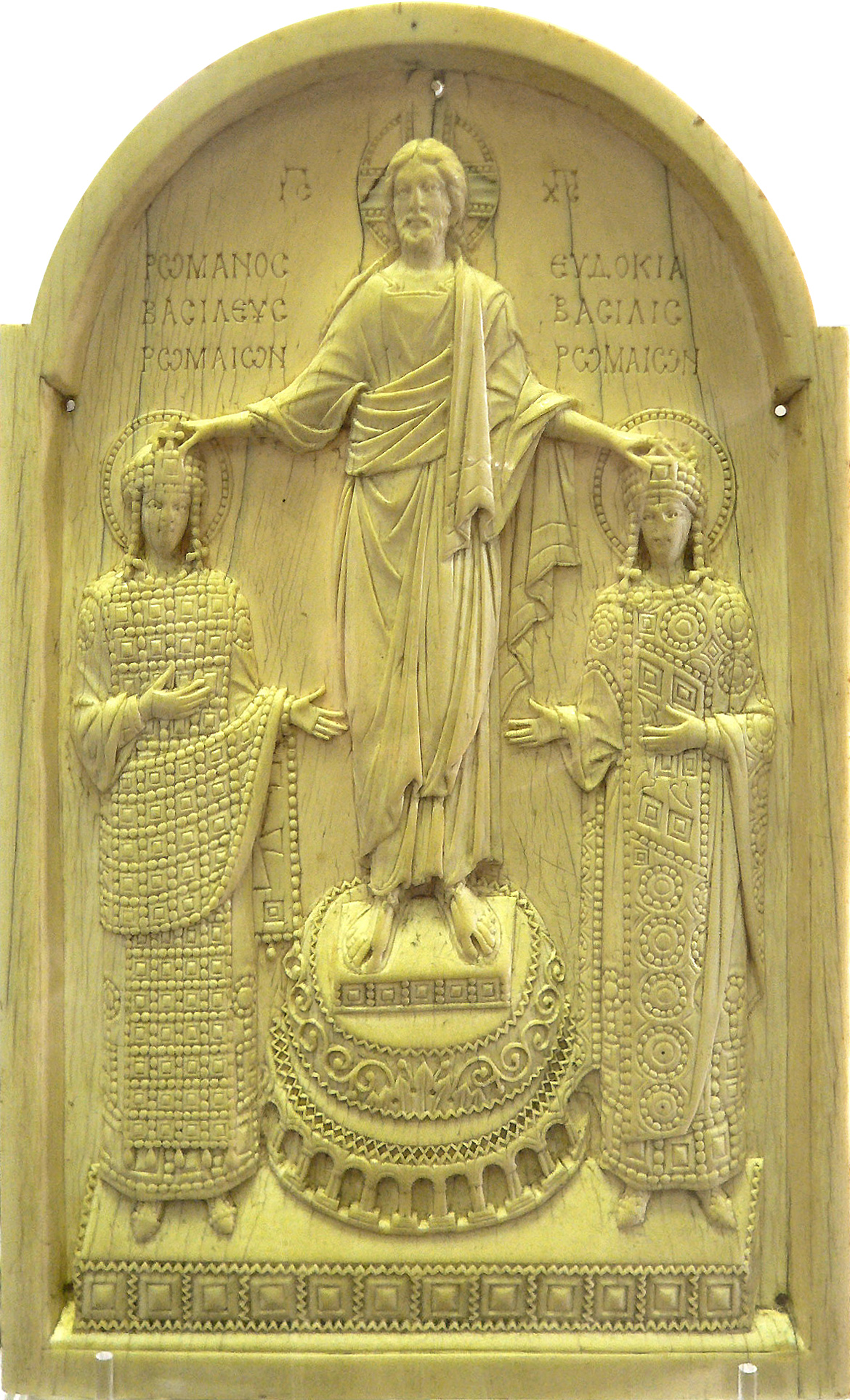
Elfenbeintafel der Krönung von Romanos II. und seiner Gemahlin Bertha (Eudokia) in der Bibliothèque nationale in Paris

Die genaue Herkunft des Harbaville-Triptychons ist nicht bekannt. Es wird der Werkstatt der sogenannten Romanos-Gruppe zugeordnet, als deren Meisterwerk es gilt. Der Name der Werkstatt leitet sich von einer Elfenbeintafel her, die im Département des monnaies, médailles et antiques der Bibliothèque nationale de France in Paris aufbewahrt wird. Auf dieser Tafel ist die Krönung von Romanos II. († 963), der ab 945 byzantinischer Mitkaiser war, und seiner Gemahlin Bertha (Eudokia) († um 949) durch Christus dargestellt. Der Gesichtsausdruck der Christusfigur weist große Ähnlichkeit mit demjenigen des Harbaville-Triptychons auf.